# 영월군의 행정 구역
영월군은 행정 구역은 2읍 7면으로 구성된다. 영월군의 면적은 1,127.45km2이며, 인구는 2012년 1월 1일을 기준으로 40,199명, 18,668세대이다.

## 행정 구역

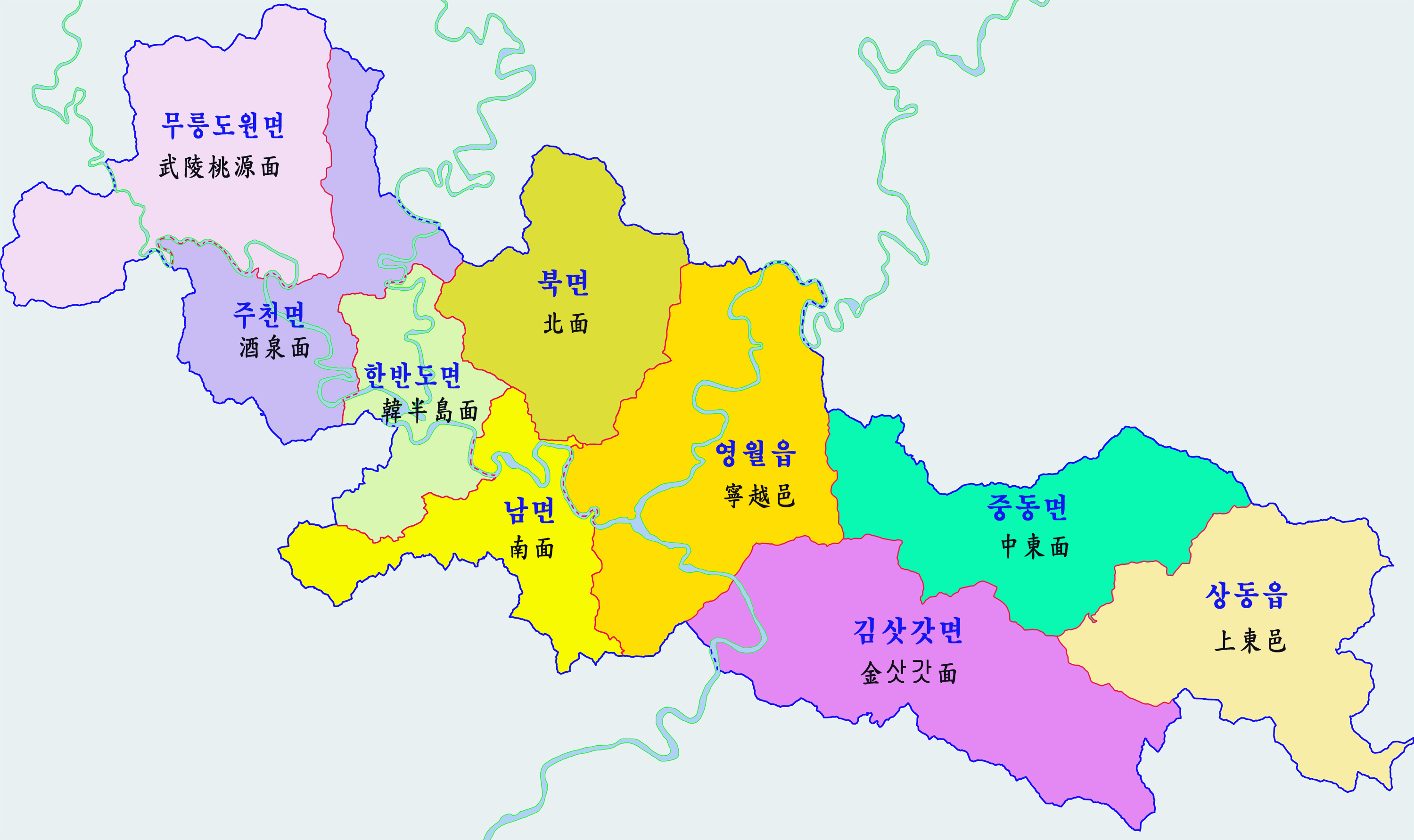
영월군의 행정구역도

| 이름       | 한자       | 면적(km2) | 인구(명) | 법정리 |
| ---------- | ---------- | --------- | -------- | --- |
| 영월읍     | 寧越邑     | 172.41    | 21,832   | 영흥리(永興里), 하송리(下松里), 방절리(芳節里), 덕포리(德浦里), 삼옥리(三玉里), 거운리(巨雲里), 문산리(文山里), 연하리(蓮下里), 정양리(正陽里), 팔괴리(八槐里), 흥월리(興月里) |
| 상동읍     | 上東邑     | 139.5     | 1,302    | 내덕리(內德里), 구래리(九來里), 천평리(川坪里), 덕구리(德邱里) |
| 무릉도원면 | 武陵桃源面 | 153.37    | 1,658    | 무릉리(武陵里), 법흥리(法興里), 도원리(桃源里), 운학리(雲鶴里), 두산리(斗山里)                                                                                                 |
| 주천면     | 酒泉面     | 102.51    | 4,065    | 주천리(酒泉里), 판운리(板雲里), 도천리(桃川里), 신일리(新日里), 금마리(金馬里), 용석리(龍石里)                                                                                 |
| 한반도면   | 韓半島面   | 69.87     | 3,425    | 옹정리(瓮亭里), 광전리(廣錢里), 신천리(新川里), 후탄리(後灘里), 쌍용리(雙龍里)                                                                                                 |
| 북면       | 北面       | 111.34    | 2,557    | 마차리(磨磋里), 문곡리(文谷里), 연덕리(延德里), 공기리(恭基里), 덕상리(德上里)                                                                                                 |
| 남면       | 南面       | 82.18     | 2,359    | 연당리(淵堂里), 창원리(倉院里), 토교리(土橋里), 광천리(廣川里), 조전리(助田里), 북쌍리(北雙里)                                                                                 |
| 김삿갓면   | 金삿갓面   | 171.5     | 1,683    | 진별리(津別里), 각동리(角洞里), 대야리(大野里), 옥동리(玉洞里), 예밀리(禮密里), 주문리(注文里), 와석리(臥石里), 외룡리(外龍里), 내리(內里)                                     |
| 산솔면     | 산솔面     | 124.77    | 1,588    | 녹전리(碌田里), 직동리(稷洞里), 이목리(梨木里), 화원리(禾院里), 연상리(蓮上里), 석항리(石項里)                                                                                 |

## 역사
- 조선(1699년) 영월도호부
- 1895년 음력 윤5월 1일 충주부 영월군[2]
- 1896년 8월 4일 강원도 영월군[3]
- 1906년 원주군 관할 수주면, 주천면을 영월군으로 편입
- 1914년 4월 1일 8면(군내면, 양변면, 수주면, 하동면, 상동면, 북면, 서면, 남면)으로 개편[4]

| 법률 제539호 읍설치에관한법률 |             |
| 구 행정구역                   | 신 행정구역 |
| 천상면 일원                   | 군내면 일부 |
| 좌변면 일원, 우변면 일원      | 양변면 일원 |
| 1914년          | 1914년                                                               | 현재              | 현재                                                                 |
| 면              | 동                                                                   | 구·읍·면          | 동·리                                                                |
| --------------- | -------------------------------------------------------------------- | ----------------- | -------------------------------------------------------------------- |
| 군내면 (郡內面) | 거운리, 덕포리, 문산리, 방절리, 삼옥리, 영흥리, 하송리               | 영월군 영월읍     | 거운리, 덕포리, 문산리, 방절리, 삼옥리, 영흥리, 하송리               |
| 남면 (南面)     | 팔괴리, 흥월리                                                       | 영월군 영월읍     | 팔괴리, 흥월리                                                       |
| 남면 (南面)     | 연당리, 창원리, 토교리, 조전리, 광천리                               | 영월군 남면       | 연당리, 창원리, 토교리, 조전리, 광천리                               |
| 서면 (西面)     | 북쌍리                                                               | 영월군 남면       | 북쌍리                                                               |
| 서면 (西面)     | 광전리, 신천리, 쌍용리, 옹정리, 후탄리                               | 영월군 한반도면   | 광전리, 신천리, 쌍용리, 옹정리, 후탄리                               |
| 북면 (北面)     | 공기리, 덕상리, 마차리, 문곡리, 연덕리                               | 영월군 북면       | 공기리, 덕상리, 마차리, 문곡리, 연덕리                               |
| 양변면 (兩邊面) | 금마리, 도천리, 신일리, 용석리, 주천리, 판운리                       | 영월군 주천면     | 금마리, 도천리, 신일리, 용석리, 주천리, 판운리                       |
| 수주면 (水周面) | 도원리, 두산리, 무릉리, 법흥리, 운학리                               | 영월군 무릉도원면 | 도원리, 두산리, 무릉리, 법흥리, 운학리                               |
| 수주면 (水周面) | 강림리, 부곡리, 월현리                                               | 횡성군 강림면     | 강림리, 부곡리, 월현리                                               |
| 상동면 (上東面) | 녹전리, 연상리, 이목리, 직동리, 화목리                               | 영월군 산솔면     | 녹전리, 연상리, 이목리, 직동리, 화목리                               |
| 상동면 (上東面) | 구래리, 내덕리                                                       | 영월군 상동읍     | 구래리, 내덕리                                                       |
| 상동면 (上東面) | 연하리                                                               | 영월군 영월읍     | 연하리                                                               |
| 하동면 (下東面) | 정양리                                                               | 영월군 영월읍     | 정양리                                                               |
| 하동면 (下東面) | 각동리, 내리, 대야리, 예밀리, 옥동리, 와석리, 외룡리, 주문리, 진별리 | 영월군 김삿갓면   | 각동리, 내리, 대야리, 예밀리, 옥동리, 와석리, 외룡리, 주문리, 진별리 |

- 1937년 7월 1일 군내면을 영월면으로, 양변면을 주천면으로 개칭하였다.
- 1960년 1월 1일 영월면을 영월읍으로 승격하였다.[5] (1읍 7면)

| 법률 제539호 읍설치에관한법률 |             |
| 구 행정구역                   | 신 행정구역 |
| 영월면 일원                   | 영월읍 일원 |
| 상동면 연하리                 | 영월읍 일원 |
- 1963년 1월 1일 봉화군 춘양면 일부를 상동면에 편입하고,[6] 수주면 일부를 횡성군 안흥면에 편입하였다.[7]

| 법률 제1175호                        |                    |
| 구 행정구역                          | 신 행정구역        |
| 봉화군 춘양면 덕구리, 천평리         | 영월군 상동면 일부 |
| 영월군 수주면 강림리, 부곡리, 월현리 | 횡성군 안흥면 일부 |
- 1973년 7월 1일 영월군 상동면과 정선군 신동면 천포리 중 일부(석항리로 신설)를 합하여 상동읍이 설치되었다. 하동면 정양리와 남면 흥월리, 팔괴리를 영월읍으로, 서면 북쌍리를 남면으로 편입시켰다.[8] (2읍 6면)

| 대통령령 제6543호   |             |
| 구 행정구역         | 신 행정구역 |
| 하동면 정양리       | 영월읍 일부 |
| 남면 흥월리, 팔괴리 | 영월읍 일부 |
| 서면 북쌍리         | 남면 일부   |
- 1986년 4월 1일 상동읍 녹전리,직동리,이목리, 상동읍 석항출장소(석항리,연상리,화원리)를 통합, 중동면을 설치하였다. (2읍 7면)
- 2009년 10월 20일 서면을 한반도면으로, 하동면을 김삿갓면으로 개칭하였다.[9]
- 2016년 11월 15일 수주면을 무릉도원면으로 개칭하였다.[10]
- 2021년 11월 2일 중동면을 산솔면으로 개칭하였다.